# Inbiocystiscus
Inbiocystiscus is een geslacht van weekdieren uit de klasse van de Gastropoda (slakken).

## Soorten
- Inbiocystiscus faroi Ortea & Espinosa, 2006
- Inbiocystiscus gamezi Ortea & Espinosa, 2001
- Inbiocystiscus triplicatus Espinosa & Ortea, 2007